# سكوت إي. فريدمان
سكوت إي. فريدمان (بالإنجليزية: Scott E. Friedman)‏ هو محامي أمريكي، ولد في 17 سبتمبر 1958 في ويليامسفيل في الولايات المتحدة.